# 거짓의 F
《거짓의 F》는 1973년 개봉한 다큐드라마 영화다. 오슨 웰스가 감독, 각본, 출연을 맡았으며, 그 외에도 프랑수아 라이헨바흐, 게리 그레버, 오자 코다가 감독을 맡았다. 이 영화는 웰스의 마지막 영화 완성작이며, 다큐드라마 장르에서 큰 성취를 거두었다고 평가받는다.

## 출연

### 주연
- 오손 웰즈
- 오자 코다

### 조연
- 조셉 거튼
- 프랑수아 라이첸버흐
- 리처드 윌슨
- 폴 스튜어트
- 게리 그레이버
- 안드레스 빈센테 고메스
- 피터 보그다노비치
- 윌리엄 알랜드
- 로렌스 하비
- 클리포드 어빙
- 니나 반 팰랜트